# Ньюмен-Гроув (Небраска)
Ньюмен-Гроув (англ. Newman Grove) — місто (англ. city) в США, в округах Медісон і Платт штату Небраска. Населення — 667 осіб (2020).

## Географія
Ньюмен-Гроув розташований за координатами 41°44′49″ пн. ш. 97°46′36″ зх. д. / 41.74694° пн. ш. 97.77667° зх. д. (41.746892, -97.776702).  За даними Бюро перепису населення США в 2010 році місто мало площу 1,41 км², уся площа — суходіл.

## Демографія
Згідно з переписом 2010 року, у місті мешкала 721 особа в 320 домогосподарствах у складі 183 родин. Густота населення становила 511 особа/км².  Було 382 помешкання (271/км²).
Расовий склад населення:
| - 91,1 % — білих - 0,7 % — азіатів - 0,3 % — корінних американців - 7,1 % — осіб інших рас |

До двох чи більше рас належало 0,8 %. Частка іспаномовних становила 10,1 % від усіх жителів.
За віковим діапазоном населення розподілялося таким чином: 21,8 % — особи молодші 18 років, 53,0 % — особи у віці 18—64 років, 25,2 % — особи у віці 65 років та старші. Медіана віку мешканця становила 50,1 року. На 100 осіб жіночої статі у місті припадало 87,3 чоловіків;  на 100 жінок у віці від 18 років та старших — 82,5 чоловіків також старших 18 років.
Середній дохід на одне домашнє господарство  становив 52 067 доларів США (медіана — 37 917), а середній дохід на одну сім'ю — 69 261 долар (медіана — 58 438). За межею бідності перебувало 21,5 % осіб, у тому числі 47,5 % дітей у віці до 18 років та 16,9 % осіб у віці 65 років та старших.
Цивільне працевлаштоване населення становило 307 осіб. Основні галузі зайнятості: освіта, охорона здоров'я та соціальна допомога — 26,1 %, виробництво — 21,5 %, транспорт — 8,8 %, роздрібна торгівля — 7,5 %.